# Техногенная катастрофа
Техноге́нная катастро́фа — возникновение и развитие неблагоприятного и неуправляемого процесса на техническом объекте, повлекшее за собой массовые человеческие жертвы, принёсшее значительный ущерб здоровью людей, вызвавшее разрушение технических объектов и оказавшее значительное негативное влияние на окружающую среду (экологическую катастрофу). По последствиям техногенные катастрофы имеют наиболее разрушительный характер из трёх видов техногенных неблагоприятных ситуаций (катастрофы, аварии и инциденты).
Обычно техногенные катастрофы противопоставляются природным катастрофам, однако по своим последствиям и те, и другие могут вызвать панику, транспортный коллапс, привести к изменению авторитета власти. Юридически техногенные катастрофы квалифицируют как чрезвычайную ситуацию.
В английском языке термин «техногенная катастрофа» употребляется редко, в таких случаях обычно говорят о «технологических катастрофах» (technological catastrophes) и «технологических бедствиях» (англ. Industrial disasters), транспортных происшествиях (англ. Transportation disasters), а вместе с войнами и терактами их объединяют в понятие «рукотворные бедствия» (англ. Man-made disasters).

## Виды техногенных катастроф
Техногенные катастрофы можно подразделить на следующие отрасли:
По субъективному отношению:
- вызванные халатностью обслуживающего персонала;
- вызванные внешними факторами (К примеру, кораблекрушение);
- вызванные непредвиденными и нежелательными последствиями штатного функционирования технологических систем;
- вызванные намеренно (технологический терроризм; несанкционированные действия лиц, не относящихся к персоналу)[2][1].

По объекту:
- «индустриальные» (взрывы и утечки токсичных веществ на заводах химической или пищевой промышленности[3][4][5], прорыв на трубопроводах или аварии на АЭС[6]),
- «транспортные» (Авиакатастрофа, крушение поезда[7], кораблекрушение[8], ДТП и пр.)

По месту возникновения:

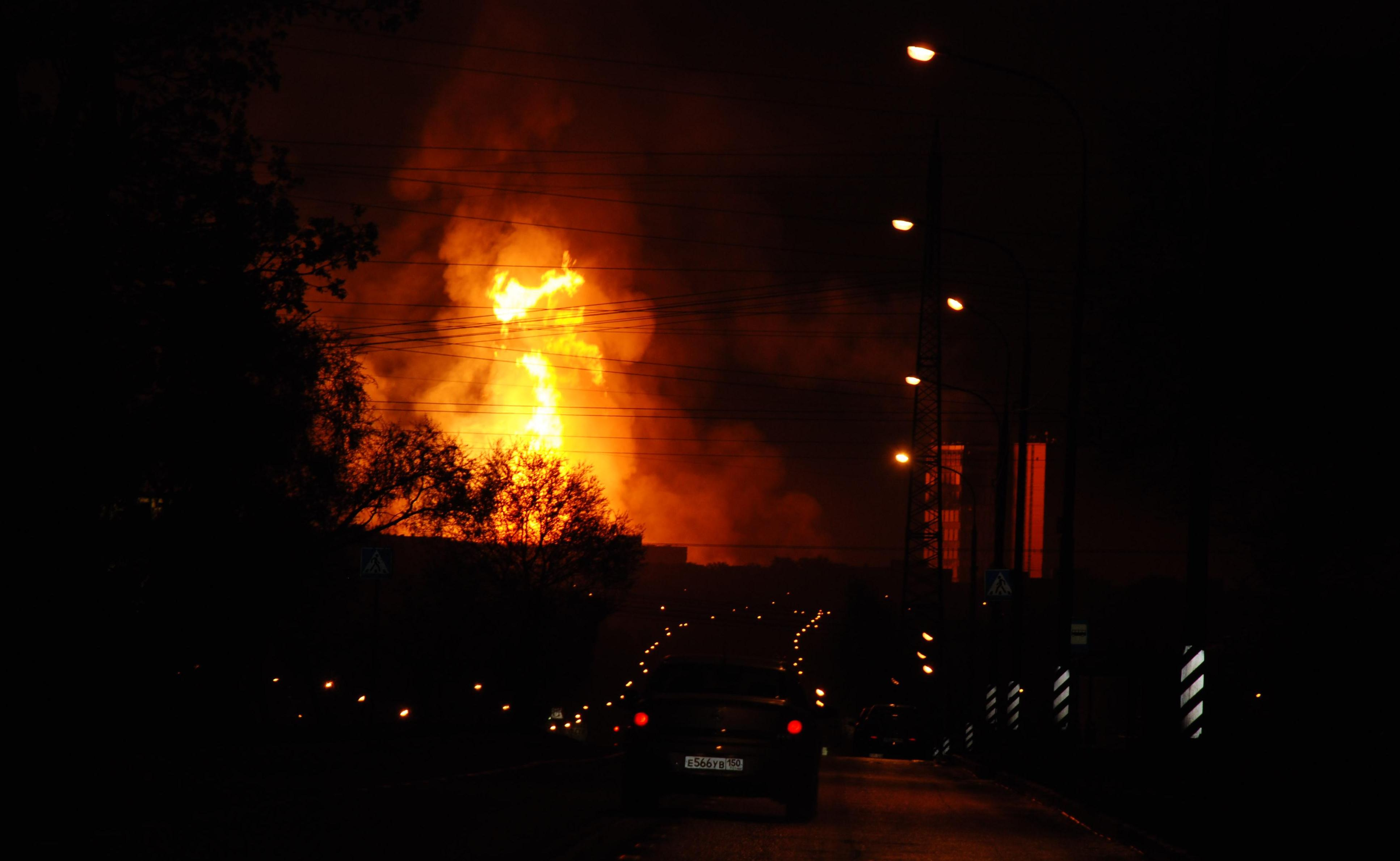
Авария на газопроводе в Москве (2009 год)

- аварии на АЭС с разрушением производственных сооружений и радиоактивным заражением территории (авария на Чернобыльской АЭС, авария на АЭС в Фукусиме (Япония));
- аварии на ядерных установках инженерно-исследовательских центров с радиоактивным загрязнением территории;
- аварии на химически опасных объектах с выбросом (выливанием, утечкой) в ОС СДЯВ (Бхопальская катастрофа, Кыштымская авария);
- аварии в научно-исследовательских учреждениях (на производственных предприятиях) осуществляющих разработку, изготовление, переработку, хранение и транспортировку бактериальных средств и препаратов или иных биологических веществ с выбросом в ОС;
- авиационные катастрофы, повлёкшие за собой значительное количество человеческих жертв и требующие проведения поисково-спасательных работ;
- столкновение или сход с рельсов железнодорожных составов (поездов в метрополитенах), повлёкшие за собой групповое поражение людей, значительное разрушение железнодорожных путей или разрушение сооружений в населенных пунктах.
- аварии на водных коммуникациях, вызвавшие значительное число человеческих жертв, загрязнение ядовитыми веществами акваторий портов, прибрежных территорий, внутренних водоемов;
- аварии на трубопроводах, вызвавшие массовый выброс транспортируемых веществ и загрязнение ОС в непосредственной близости от населённых пунктов;
- аварии в энергосистемах;
- аварии на очистных сооружениях;
- гидродинамические аварии;
- прорыв плотин, дамб (Авария на Саяно-Шушенской ГЭС, Прорыв дамбы Баньцяо);
- пожары, возникающие в результате взрывов на пожароопасных объектах.

## Крупнейшие техногенные катастрофы

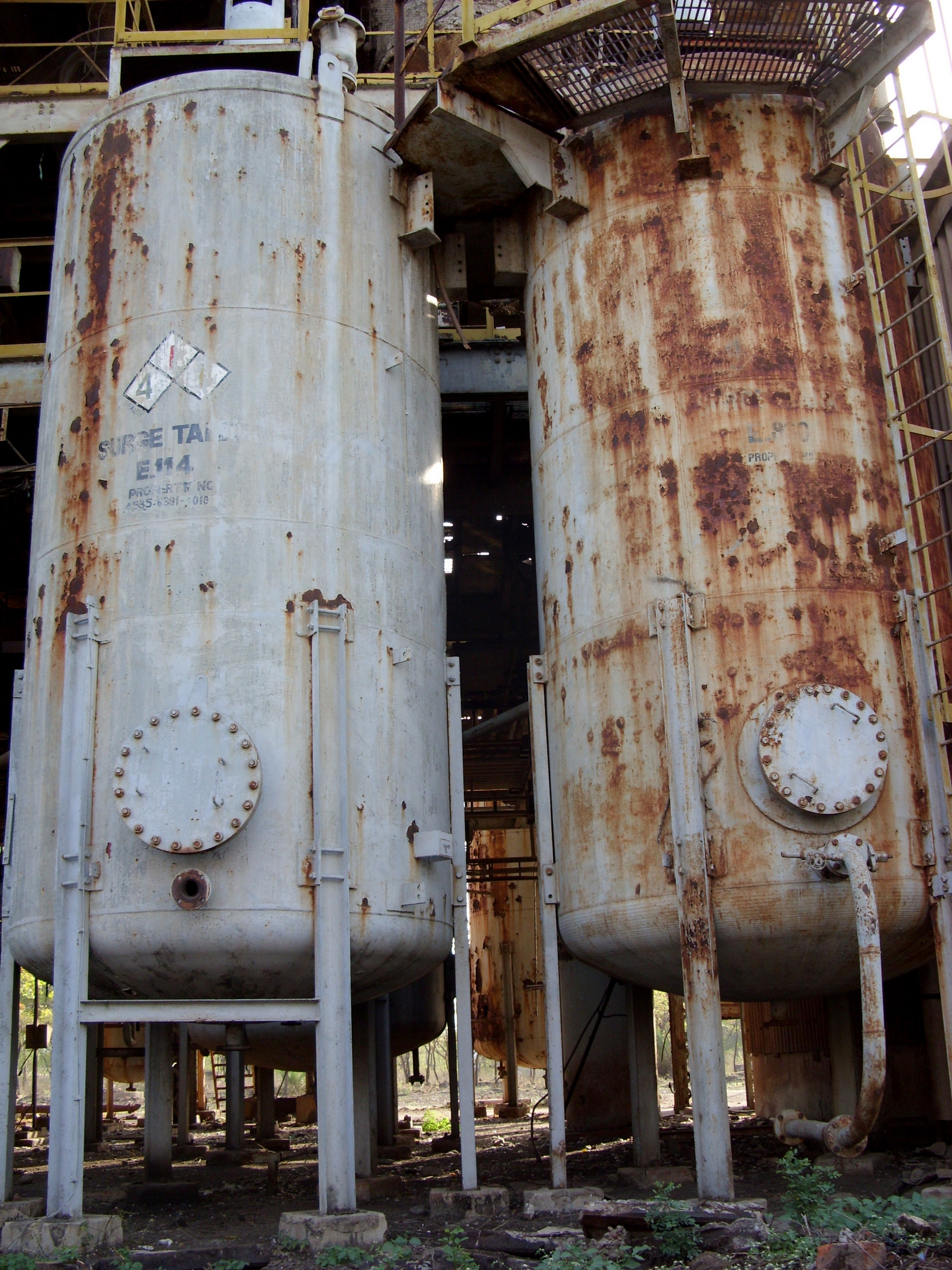
Развалины химзавода в Бхопале, где произошла самая смертоносная в истории техногенная катастрофа

Самой масштабной по числу жертв считается Бхопальская катастрофа, произошедшая 3 декабря 1984 года в Индии, в результате выброса паров метилизоцианата на химическом заводе Union Carbide. В результате трагедии непосредственно в день аварии погибло 3 тысячи человек, 15 тысяч умерло в последующие годы. Общее количество пострадавших оценивается в 200—600 тысяч человек.
Также одной из самых больших катастроф считается прорыв дамбы Баньцяо, произошедшая 8 августа 1975 года в КНР, в результате наводнения погибли около 22 тысяч человек, позднее из-за голода и эпидемий погибли от 171 до 230 тысяч жителей провинции, также региону был нанесен настолько большой ущерб, что окончательно провинция Хэнань смогла восстановиться лишь в 1993 году.

## Техногенные катастрофы на предприятиях ядерного комплекса
- Кыштымская авария (29.09.1957 г) — взрыв ёмкостей с высокорадиоактивными отходами, приведший к сильному радиоактивному заражению большой территории и к эвакуации населения (Озёрск, Челябинская область, СССР).

- 28 марта 1979 года — самая тяжёлая авария на территории США на АЭС Три-Майл-Айленд в Мидлтауне (штат Пенсильвания, США).

- 26 апреля 1986 года — авария на Чернобыльской АЭС (Украина, СССР), крупнейшая в истории человечества авария на АЭС. В результате разрушения четвёртого энергоблока в атмосферу были выброшены радионуклиды с суммарной активностью до 14⋅1018 БК.Из зоны радиусом 30 км от взорвавшегося реактора 27 — 29 апреля была проведена полная эвакуация жителей. Проживание в ней было запрещено. Непосредственно при аварии и её ликвидации погиб 31 человек, ещё 19 умерли в последующие годы от последствий лучевой болезни. Заражение окружающей среды привело к участившимся онкологическим заболеваниям, повлекшим за собой, по некоторым оценкам, около 4 тысяч преждевременных смертей.

- 12 марта 2011 года — авария на Фукусима-1 (Япония), вызванная цунами в Тихом океане. Сформирована 40 километровая зона отчуждения, с полным выселением людей. Выброс радионуклидов в атмосферу неизвестен. Но властями заявлено полное разрушение трёх энергоблоков. После аварии власти Японии приняли решение о закрытии всех АЭС страны.

## Предупреждение катастроф
Поскольку техногенные катастрофы детерминированы человеческим фактором, то подлежит изучению весь спектр составляющих, которые могут привести к ошибочности действий обслуживающего персонала. Так, наиболее важным следует считать социальную комфортность: условия проживания, полноценный восстановительный отдых, отсутствие материальных проблем и особых забот в части занятости детей. Необходимым условием является профессиональная подготовка и систематическая проверка знаний, а также регулярные противоаварийные тренировки, тестирование технологического оборудования на предмет его износа, соблюдение дисциплины труда. Поскольку полностью предотвратить возможность техногенной катастрофы нельзя, то необходимо предусмотреть мероприятия по своевременному оповещению о её возможном начале, составить планы её локализации и разработать порядок эвакуации населения из пострадавшего района и организацию помощи пострадавшим и выжившим в зоне бедствия (Гуманитарная помощь).